# Monika Zawadzki
Monika Zawadzki (Monika Zawadzka; ur. 24 października 1977 w Grójcu) – artystka wizualna. Realizuje instalacje przestrzenne, rzeźby, wideo oraz teksty. Absolwentka Akademii Sztuk Pięknych w Warszawie.

## Życiorys
Zainteresowana problemami społecznymi i relacjami międzyludzkimi. Rozpatruje krańcowe postawy społeczne wynikające z potrzeby dominacji bądź wykluczenia. Ponadto interesuje się zagadnieniem destrukcji materii żywej i nieożywionej, analizuje funkcjonalność ciała ludzkiego. Swoją działalność rozszerza na eksperymenty z formą abstrakcyjną. Zakładając porozumienie za wartość nadrzędną, postuluje włączenie alternatywnych form komunikacji opartych na przekazie intuicyjnym. Jej prace były m.in. dwukrotnie prezentowane podczas wystaw indywidualnych w Centrum Sztuki Współczesnej Zamek Ujazdowski w Warszawie.
Równolegle angażuje się w projekty niezależne zlokalizowane na granicy sztuki i socjologii. Jest dyrektorem artystycznym magazynu DIK Fagazine; w latach 2003-2007 tworzyła niezależną i niekomercyjną galerię sztuki ZOO. Jest grafikiem konceptualnym, eksperymentuje z typografią. Celem jej działań na płaszczyźnie projektowej jest komunikacja ideologiczna. Swoje zainteresowana kulturą masową realizowała jako dyrektor artystyczny popowego magazynu K MAG (2008-2010). Jest autorem opracowania graficznego serii Filmoteka Szkolna. Była członkiem Jury 22 Międzynarodowego Biennale Plakatu w Wilanowie. Obecnie w trakcie studiów doktoranckich na Akademii Sztuk Pięknych w Warszawie.

## Wybrane wystawy indywidualne
- 2011 Blackbird, projekt specjalny Dan Perjovschi. SVIT, Praga[4]
- 2011 Concept, Spółdzielnia Goldex Poldex, Kraków
- 2010 Anyone, Centrum Sztuki Współczesnej Zamek Ujazdowski, Warszawa[2][5]
- 2009 Kiełbasiana anarchia. Wchodzi Monika do galerii i nic nie rozumie, Spółdzielnia Goldex Poldex, Kraków
- 2008 Kto kładzie się z psami, budzi się z pchłami, Centrum Sztuki Współczesnej Zamek Ujazdowski, Warszawa

## Wybrane wystawy zbiorowe
- 2011 Oczy szukają głowy do zamieszkania, Muzeum Sztuki, Łódź[6]
- 2010 Case of reoccurrence of child illnesses, Karlin Studios, Praga[7]